# Ofensywa w Idlibie
Ofensywa w Idlibie – operacja wojskowa Sił Zbrojnych Syrii przeciwko formacjom islamistów w muhafazie Idlib i częściowo muhafazie Aleppo, toczona w kilku etapach od 24 listopada 2019 do 6 marca 2020.

## Kontekst
Muhafaza Idlib była jednym z najsilniej obsadzonych przez islamistów regionów Syrii w czasie wojny domowej. Rząd Syrii odzyskujący w 2018 roku tereny na południu kraju zawarł porozumienie z tamtejszymi opozycjonistami, na mocy którego bojownicy i ich bliscy mogli bezpiecznie przenieść się do Idlibu. Z tej możliwości skorzystało 4297 bojowników oraz 5355 ich cywilnych współpracowników i członków rodzin.
Liczne głosy przestrzegały przed wybuchem gwałtownych walk w Idlibie, grożących kolejną falą uchodźców i ogromnymi stratami po obu stronach. Dlatego 16 września 2018 na mocy międzynarodowych ustaleń Turcji i Rosji państwa te utworzyły w pobliżu idlibskiej linii frontu swoje punkty obserwacyjne – Turcja po stronie zajętej przez bojowników, zaś Rosja po stronie kontrolowanej przez legalny rząd Syrii. Formacje terrorystyczne powiązane z Al-Ka’idą miały opuścić strefę bezpieczeństwa. Strefa ta rozciągać miała się w przybliżeniu od Chan Szajchun do zachodnich przedmieść Aleppo. Syria pozytywnie odniosła się do tego rozwiązania, uznając je jednak za tymczasowe. Bojownicy opozycji byli już wówczas znacznie skonfliktowani między sobą, a część ugrupowań oznajmiło, że nie zamierza stosować się do tych ustaleń.
W styczniu 2019 roku doszło do wewnętrznych walk między frakcjami opozycyjnymi, w wyniku których przewagę zyskały szczególnie radykalne elementy. Odtąd główną siłą antysyryjską w Idlibie był HTS (Hajat Tahrir asz-Szam) składający się głównie z dżihadystów z terrorystycznego Dżabhat an-Nusra, którzy łamali zawieszenie broni. W sierpniu syryjska armia okrążyła Chan Szajchun, zmuszając HTS do opuszczenia tego miasta.
W październiku żołnierzy na froncie odwiedził Baszar al-Assad. Prezydent Syrii skrytykował Turcję za krycie antysyryjskich bojowników i okupację części Syrii na północy (zob. Operacja „Źródło pokoju”). Assad oskarżał państwa NATO o zbrojenie i zaopatrywanie terrorystów, nazwał też kluczowym wyzwolenie tego ostatniego kawałka kraju.

## Przebieg

Drogi M4 i M5 na mapie regionu

Siły Zbrojne Syrii podjęły działania przeciw terrorystom w Idlibie 24 listopada 2019 zajmując wieś Muszajrifa Szamalijja.
30 listopada islamiści z HTS zaatakowali w pobliżu Abu az-Zuhur. Następnego dnia HTS wraz z jednostką tzw. Wolnej Armii Syrii uderzyli na Istablat wdając się w walki z oddziałem syryjskim; syryjska armia w tym czasie unieszkodliwiła bomby podłożone w miejscowości Kafrajja i powstrzymała natarcie HTS. 9 grudnia armia przeszła do ofensywy, jednak potem na ponad tydzień walki ustały ze względu na kolejną rundę negocjacji politycznych ws. Syrii odbywających się w Astanie w Kazachstanie.
Walki ponownie wybuchły 18 grudnia z powodu ataku ze strony islamistów. 19 grudnia dowództwo syryjskiej armii ogłosiło rozpoczęcie II fazy ofensywy w Idlibie, wyznaczając za cel przejęcie miasta Ma’arrat an-Numan. Starcie przybrało gwałtowny charakter – 20 grudnia informowano, że zginęło 30 żołnierzy syryjskich i 51 dżihadystów. Już następnego dnia Syryjczycy szacowali swoje straty na 40 poległych. 23 grudnia okrążyli oni turecki punkt obserwacyjny w As-Surman, a także wkroczyli do miasteczka Dżardżanaz. 24 grudnia HTS dokonało samobójczego ataku terrorystycznego w Dżardżanazie. 25 grudnia rosyjskie lotnictwo (sojusznik Syrii) przeprowadziło nalot na bojówkarzy Ahrar asz-Szam, niszcząc ich konwój i raniąc ich dowódcę. 28 grudnia żołnierze zneutralizowali dwa zaminowane samochody w Dżardżanazie i w At-Tahh. Ofensywę wstrzymano 31 grudnia z powodu niesprzyjających warunków pogodowych.

### Styczeń
9 stycznia 2020 Rosja i Turcja zarządziły zawieszenie broni, jednak nie było ono przestrzegane. 12 stycznia islamiści wystrzelili pociski rakietowe na zabudowania Aleppo, zabijając w ten sposób trzy osoby i raniąc trzy kolejne, zaś 14 stycznia na zachodnich przedmieściach Aleppo snajper sił antyrządowych zastrzelił jednego przechodnia. 16 stycznia w wyniku ostrzału Aleppo przez terrorystów zginęło kolejne 6 osób, a 15 zostało rannych. Armia odpowiedziała na te zdarzenia ostrzałem artyleryjskim pod Tallchatrą.
Według ONZ w dniach od 15 do 19 stycznia w kierunku granicy tureckiej przemieściło się prawie 40 tysięcy uchodźców, lecz Turcja nie pozwoliła im przekroczyć granicy. Jednocześnie armia syryjska zorganizowała korytarze humanitarne pod Al-Hadir i Abu az-Zuhur, umożliwiające cywilom na przejście na odzyskane przez nią obszary. W kolejnych dniach bojówkarze usiłowali przeszkodzić cywilom z korzystania z tej możliwości, zawracając ich z drogi i blokując przejście.
21 stycznia islamiści ponownie ostrzelali zachodnie przedmieścia Aleppo zabijając trzy osoby, w tym dziecko. Armia odpowiedziała na to ostrzałem pozycji bojowników pod Ma’arr Szurin i Kafr Hamra, chcąc zniszczyć ich wyrzutnie; pomimo tego następnego dnia na Aleppo spadły kolejne pociski. 23 stycznia HTS zaatakował pozycje armii na południe od wsi Samka, jednak atak ten został skontrowany. 24 stycznia żołnierze zajęli Samkę i Dajr Szarki.
27 stycznia jednostki armii syryjskiej przełamały pozycje HTS i do rana 29 stycznia wyzwoliły Ma’arrat an-Numan. Żołnierze zostali przywitani przez kilka rodzin, którym zapewnili pomoc medyczną oraz transport do bezpiecznych schronów. Cywile zeznali, że wcześniej terroryści grozili im bronią oraz odcięli dostęp do wody chcąc ich zmusić do opuszczenia domów. W międzyczasie 4 Dywizja Pancerna rozpoczęła natarcie spod Aleppo i 29 stycznia wyzwoliła Chan Tuman oraz kilka mniejszych wsi. Żołnierze odnaleźli wybudowane przez islamistów podziemne schrony w Ma’arr Szamsza, a później również w miejscowościach Muka i Hisz. Armia schwytała też 17 jeńców.
31 stycznia bojownicy HTS po raz kolejny ostrzelali Aleppo, tym razem dzielnicę Salah ad-Din. Zaatakowali też na zachodnich obrzeżach Aleppo prowadząc samochody wypełnione ładunkami wybuchowymi. Atak został powstrzymany przez żołnierzy, którzy odpowiednio wcześnie zniszczyli te pojazdy, ponosząc jednak stratę 12 poległych. 1 lutego Syryjczycy kontratakowali odbijając miejscowość Humajra. Tegoż dnia służby techniczne zburzyły barykady blokujące drogę M5.

### Luty
2 lutego armia wyzwoliła Ankrati, Kafr Battich i Dadich, zaś 3 lutego Dżubas (gdzie znajdował się skład broni islamistów) i San. W niejasnych okolicznościach zginęło wówczas czterech żołnierzy tureckich przebywających na posterunku pod Sarakibem. Turcy odpowiedzieli ogniem. W tym czasie wciąż funkcjonował korytarz humanitarny pod Al-Hadir, lecz islamiści znów blokowali cywilom dostęp do bezpiecznego przejścia.
4 lutego oddziały syryjskie przekroczyły drogę M4 (Latakia–Aleppo) opanowując An-Najrab i blokując szlak zaopatrzeniowy przeciwnika. 5 lutego armia zwróciła się z apelem do bojowników, dając im „ostatnią szansę” na złożenie broni i opuszczenie Sarakibu, jako że miasto to było wówczas już otoczone z trzech stron przez żołnierzy. W międzyczasie żołnierze zajęli Tall Tukan. Terroryści po raz kolejny wystrzelili pociski rakietowe na zabudowania dzielnicy Al-Hamdanijja w Aleppo, zabijając 4 osoby.
6 lutego o 2:00, wg danych dowództwa Sił Zbrojnych Syrii, na terytorium Syrii wjechał zmotoryzowany oddział turecki i zajął pozycje pod Binnisz i Taftanaz, co zostało ostro skrytykowane przez MSZ Syrii jako pomoc dla terrorystów. Tego dnia syryjscy żołnierze weszli do Kafr Amim, gdzie odnaleźli porzuconą przez przeciwnika broń i amunicję amerykańskiej produkcji, w tym pociski moździerzowe 81 mm, działo artylerii i dwa pojazdy pancerne. W godzinach popołudniowych tego samego dnia Syryjczycy weszli do Sarakibu, zaś wieczorem odparli atak HTS pod An-Najrab.
W odpowiedzi na sukcesy syryjskiej armii, 7 lutego Turcja utworzyła swój kolejny „punkt obserwacyjny”, tym razem pod Idlibem, a Recep Tayyip Erdoğan wręcz groził eskalacją działań zbrojnych przeciwko Syrii. Tego dnia Syryjczycy zajęli Zajtan, skąd przeprowadzili ostrzał artyleryjski w kierunku pozycji HTS.
8 lutego żołnierze syryjscy poczynili dalsze postępy zmierzając w stronę Sarminu i Taftanazu. Wieczorem oddziały syryjskie idące z południowej części muhafazy Idlibu spotkały się z tymi z południowo-zachodniego Aleppo na wzgórzu Al-Is.
9 lutego z rana żołnierze odkryli opuszczone kwatery terrorystów w Sarakibie. Tegoż dnia Omar Rahmon z Narodowego Komitetu Pojednania poinformował, że organizacja ta odebrała wiadomości od mieszkańców z okolic Ariha i Dżisr asz-Szughur, którzy oczekiwali na nadejście armii syryjskiej i wyrazili gotowość współpracy. Syryjskie Centrum Dokumentacyjne informowało, że ciągu poprzednich 15 dni syryjska armia przejęła 136 miejscowości, eliminując 444 rebeliantów, w tym 323 z HTS-u. Turcy w tym czasie ustanowili swój kolejny punkt obserwacyjny pod Idlibem. 
10 lutego islamiści HTS przeprowadzili gwałtowny atak z Sarminu na An-Najrab i San, działając przy wsparciu ze strony oddziałów tureckich. Syryjczycy odpowiedzieli ogniem artylerii, w wyniku czego zginęło pięciu Turków. W tym czasie żołnierze syryjscy znajdujący się bardziej na północ byli w stanie przeprowadzić natarcie i przejąć Kafr Halab, a także ostrzelać pozycje terrorystów w Ma’arrat an-Nasan. Wieczorem tegoż dnia niezidentyfikowane samoloty ostrzelały turecki konwój pod Ataribem, nie wyrządzając jednak strat w ludziach. Następnego dnia Turcy lub islamiści zestrzelili pod Sarakibem syryjski śmigłowiec. W tym czasie żołnierze działający w rejonie zachodnich obrzeży Aleppo przejęli kontrolę nad Chan al-Asal, dopełniając dzieła odzyskania strategicznej drogi M5. Natomiast oddział syryjski w An-Najrab skutecznie rozbił natarcie terrorystów, zastawiając zasadzkę i uderzając gdy ci weszli do miasteczka.
W kolejnych dniach Syryjczycy skupili się na działaniach na zachodzie muhafazy Aleppo, przejmując 12 lutego wsie Asz-Szajch Ali i Arada, zaś 13 lutego Kafr Dżum, spychając islamistów do Urum as-Sughra, gdzie doszło do dalszych walk. Syryjczycy zdobyli Urum as-Sughra 14 lutego, lecz sukces ten był okupiony stratą śmigłowca zestrzelonego nad sąsiednim Urum al-Kubra i śmiercią trzyosobowej załogi. 15 lutego żołnierze odbili Urum al-Kubra i Kafr Naha. Postępy syryjskiej armii spotykały się z coraz bardziej nerwowymi reakcjami Turcji, która rozmieściła w pobliżu swój kolejny oddział wojskowy, tym razem w Darat Izza.
20 lutego o godzinie 13:00 bojownicy wspierani przez Turków ponownie zaatakowali An-Najrab, lecz do 17:00 zostali rozgromieni przez Syryjczyków, którzy wezwali na pomoc rosyjski Su-24. Bojownicy próbowali zestrzelić samolot, ale nie zdołali tego zrobić. Straty atakujących mogły wynieść około 100 zabitych.
24 lutego syryjska armia przeniosła oś natarcia na wyżynny obszar na południowym zachodzie muhafazy Idlibu. Żołnierze zajęli wówczas miejscowość Kafrsadżna, znajdując tam wyrzutnie pocisków rakietowych oraz wejście do tunelu, a następnego dnia przejęli też Kafr Nubl. Wykorzystując przegrupowanie części sił syryjskich na południowo-zachodni odcinek frontu, 26 lutego bojownicy znów zaatakowali An-Najrab, tym razem skutecznie. W działania te byli znów zamieszani Turcy, których dron bojowy został zestrzelony w pobliskiej wsi Dadich, zaś w bliżej niejasnych okolicznościach zginęło kolejnych trzech tureckich żołnierzy. W nocy na 27 lutego Syryjczycy byli zmuszeni wycofać się z Sarakibu, lecz już za dnia podjęli działania zaczepne, aby nie pozwolić przeciwnikowi na dalsze postępy.
27 lutego 2020 w wyniku ataku powietrznego – prawdopodobnie we wsi Baljun – śmierć poniosło 33 tureckich żołnierzy, co szczególnie zaogniło sytuację polityczną w regionie i zagroziło dalece idącą eskalacją syryjskiego konfliktu. Już w najbliższą noc Turcy przeprowadzili zmasowany ostrzał z użyciem dronów i rakiet, wymierzony w syryjskie pojazdy wojskowe oraz punkty dowodzenia. Od jednego z tych uderzeń zginął brygadier Burhan Rahmun, dowódca syryjskiej 124 Brygady. 29 lutego Tureckie Siły Powietrzne zbombardowały Az-Zarba, gdzie odbywało się spotkanie syryjskich żołnierzy z przedstawicielami Hezbollahu. Zginęło wówczas dziewięciu bojowników tej organizacji. W odpowiedzi na rosnące zaangażowanie Turcji w działania wojenne, Rosjanie wznowili działania powietrzne w regionie. Zaplanowano też spotkanie prezydenta Władimira Putina z prezydentem Erdoğanem na 5–6 marca.

### Marzec
1 marca Turcja ogłosiła własną operację wojskową w Idlibie nazwaną „Tarcza wiosny”, na co Syria oznajmiła zamknięcie przestrzeni powietrznej nad północno-zachodnią częścią kraju. O 13:25 Tureckie Siły Powietrzne zaatakowały i zestrzeliły dwa samoloty syryjskie nad Idlibem, których załogi zdołały powrócić na spadochronach na ziemię. Tego samego dnia Syryjczycy zestrzelili 3 tureckie drony bojowe zmierzające w kierunku południowym. 2 marca żołnierze Syrii odzyskali kontrolę nad ważnym miastem Sarakib, a następnego dnia zestrzelili w Sarakibie i Chan as-Subul dwa kolejne tureckie drony. 4 marca odparto jeszcze jeden atak ze strony islamistów na Sarakib.
5 marca na spotkaniu rosyjsko-tureckim w Moskwie prezydenci tychże krajów uzgodnili warunki nowego zawieszenia broni, mającego obowiązywać wszystkie strony walczące w regionie Idlibu, które weszło w życie 6 marca.

## Reakcje międzynarodowe
- ONZ: 20 grudnia 2019 Rosja i Chiny zawetowały w Radzie Bezpieczeństwa ONZ możliwość przedłużenia zachodniej pomocy dla Idlibu, z której korzystali także islamiści[107]. Delegacja syryjska w ONZ wyraziła zaś zdziwienie, że USA przejmują się kryzysem humanitarnym w Idlibie, podczas gdy cała Syria cierpi wskutek sankcji gospodarczych Zachodu[107]. 27 lutego 2020 na nadzwyczajnym posiedzeniu RB ONZ syryjski przedstawiciel Baszar al-Dżaafari oznajmił, że Syria walczy o swoje terytorium i będzie także przeciwdziałać atakom ze strony Turcji[108].
- Unia Europejska: 26 lutego 2020 ministrowie spraw zagranicznych 14 krajów UE wydali oświadczenie wzywające do natychmiastowego zaprzestania walk w Idlibie[potrzebny przypis].
- Syria: Siły Zbrojne Syrii zadeklarowały swoją determinację w celu usunięcia islamistów z muhafaz Idlib i Aleppo, troskę o bezpieczeństwo cywilów na tym obszarze oraz chęć przywrócenia „normalnego życia” w regionie[109]. Władze potwierdziły swą gotowość do przyjmowania cywilów opuszczających rejon walk[110]. Dowództwo Sił Zbrojnych Syrii oznajmiło, że obecność wojsk tureckich na terytorium Syrii jest bezprawiem i przejawem wrogości[62]. Ministerstwo Spraw Zagranicznych Syrii[111], Ministerstwo Obrony Rosji[112], a także lokalne źródła z Aleppo[113], kilkukrotnie ostrzegały przed groźbą zorganizowania przez terrorystów fałszywego incydentu z bronią chemiczną, o który chcieliby oni oskarżyć Syrię[114]. 9 lutego 2020 rząd zatwierdził plan stopniowego przywracania do życia obszarów wyzwolonych oraz zapewnienia ich mieszkańcom powrotu do nich[115].
- Iran: Ministerstwo Spraw Zagranicznych Iranu oświadczyło, że Syria ma prawo oczyścić swoje terytorium z terrorystów, a inne kraje powinny uszanować walkę Syryjczyków o jedność ich państwa[116].
- Rosja: 3 lutego prezydencki rzecznik Dmitrij Pieskow wyraził w imieniu Rosji zaniepokojenie częstymi przejawami terroryzmu w Idlibie[117], zaś 11 lutego oświadczył, że wszystkie ataki na pozycje armii syryjskiej muszą się skończyć, zaś odpowiedzialność za eskalację walk ponosi Turcja[118]. 5 marca w Moskwie odbyło się spotkanie prezydentów Rosji i Turcji, po którym ogłoszono nowe zawieszenie broni dla Idlibu[106].
- Stany Zjednoczone: Donald Trump za pośrednictwem Twittera oskarżył Syrię i jej sojuszników o zabijanie „niewinnych ludzi”[119]. W lutym Mike Pompeo przekazał wyrazy poparcia dla działań Turcji[potrzebny przypis].
- Turcja: Recep Tayyip Erdoğan oznajmił, że „nie zamierza pozwalać” syryjskiej armii na zdobywanie terenu w Idlibie[potrzebny przypis], a następnie groził eskalacją działań zbrojnych przeciwko Syrii[70]. Natomiast kemalistowska Republikańska Partia Ludowa uznała prawo Syryjczyków do walki z terroryzmem[120]. Po zdarzeniu z 27 lutego, gdy w Syrii zginęło 33 Turków, Erdoğan domagał się szerokiej na 30 kilometrów „strefy buforowej” wzdłuż granicy syryjsko-tureckiej, która miałaby się znaleść pod faktyczną okupacją przez Tureckie Siły Zbrojne[121]. Erdoğan zwrócił się też do rosyjskiego prezydenta Putina, by ten „zszedł mu z drogi”[122].

## Następstwa
Na mocy ustaleń z 5 marca, wprowadzono zawieszenie broni pomiędzy wszystkimi stronami konfliktu. Rosja zobowiązała się dopilnować przestrzegania tych ustaleń przez syryjską armię, analogicznie jak Turcja w odniesieniu do islamistów. Postanowiono też o utworzeniu „strefy bezpieczeństwa” obejmującej drogę M4 na zachód od Sarakibu, oznaczającej że wszystkie oddziały zbrojne mają odsunąć się od tej drogi na przynajmniej 6 kilometrów.
23 maja 2020 otwarto drogę M4 do użytku cywilnego pod nadzorem rosyjskiej żandarmerii wojskowej. Cywile poruszający się bez rosyjskiej eskorty bywali atakowani przez terrorystów. 20 października 2020 wojska tureckie opuściły punkt obserwacyjny w Muraku, a do 30 grudnia ewakuowały się ze wszystkich posterunków z obszaru odzyskanego przez Syrię. Według źródeł kurdyjskich, na terytorium Syrii pozostawało 12 tysięcy tureckich żołnierzy.
Ogółem ofensywa w Idlibie okazała się sukcesem Syrii, która odzyskała łącznie 2345 km² terenu i zrealizowała cel odzyskania strategicznej drogi M5.